# Tati (filme)
Tati é um filme brasileiro de 1973, do gênero drama, dirigido por Bruno Barreto.
O roteiro, baseado no conto Tati, a Garota, de Aníbal Machado, foi escrito pelo diretor e por Miguel Borges.
O filme marca a estreia na direção de Bruno Barreto, então com 18 anos.
A canção Tati, a Garota é de autoria de Dori Caymmi e Paulo César Pinheiro, interpretada na trilha sonora por Cláudia Regina.

## Prêmios e indicações
- Instituto Nacional de Cinema (1973)

Vencedor do Prêmio Adicional de Qualidade
- Festival de Cinema de Moscou (1973).

Indicado ao "Golden Prize"

## Sinopse
O filme conta a história de uma mulher solteira grávida (Manuela) que se muda com a filha de 6 anos (Tati) de um bairro pobre para Copacabana.

## Elenco

O diretor Bruno Barreto e a atriz Daniela Vasconcelos durante as filmagens. Arquivo Nacional.

- Daniela Vasconcelos .... Tati Lopes
- Dina Sfat .... Manuela
- Hugo Carvana .... "Capitão" Peixoto
- Wilson Grey .... mendigo
- Vanda Lacerda ... dona Adélia Campos
- Zezé Macedo ... dona Aurora
- Fábio Sabag ... advogado
- Iara Amaral ... Dona Marta
- Marcelo Carvalho ... Paulinho
- Elizabeth Martins ... Zuli, a pretinha
- Noelza Guimarães ...Mulher no restaurante
- Geraldo Affonso Miranda
- Paulo Neves